# Рюмеланж
Рюмеланж (люкс. Rëmeleng, фр. Rumelange) — коммуна в Люксембурге, располагается в округе Люксембург. Коммуна Рюмеланж является частью кантона Эш-сюр-Альзетт. В коммуне находится одноимённый населённый пункт.
Население составляет 4451 человек (на 2008 год), в коммуне располагаются 1850 домашних хозяйств. Занимает площадь 29,49 км² (по занимаемой площади 20 место из 116 коммун). Наивысшая точка коммуны над уровнем моря составляет 381 м. (80 место из 116 коммун), наименьшая 143 м. (9 место из 116 коммун).

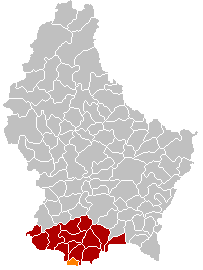
Оранжевый цвет - коммуна Рюмеланж, красный - кантон Эш-сюр-Альзетт.